# Gudrun Schröfel

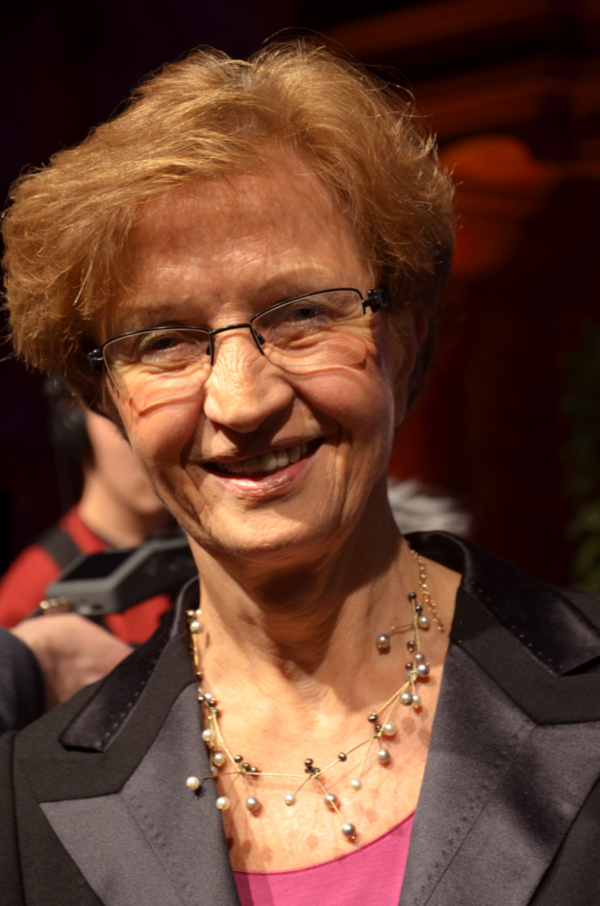
Gudrun Schröfel, 2015

Gudrun Schröfel (* 1. Februar 1943) ist eine deutsche Chorleiterin, Dirigentin und Hochschullehrerin.

## Leben
Schröfel absolvierte ihre Ausbildung an der Hochschule für Musik, Theater und Medien Hannover in den Fächern Schulmusik, Dirigieren, Gesang und Gesangspädagogik. Sie ergänzte ihre Studien bei Eric Ericson und Arleen Augér. Zunächst konzertierte sie einige Jahre im Oratorien- und Liedfach und leitete Chor und Orchester an einem Musikgymnasium.
Von 1985 bis 2012 war Schröfel als Professorin für Musikerziehung mit dem Schwerpunkt Chor- und Ensembleleitung tätig, zunächst an der Folkwang Universität der Künste, dann an der Hochschule für Musik, Theater und Medien Hannover, wo sie dreizehn Jahre das Amt der Vizepräsidentin innehatte.
In der Nachfolge von Ludwig Rutt leitete sie von 1999 bis 2017 den Mädchenchor Hannover; nach zwei Jahren in Doppelspitze übernahm zum 1. Januar 2019 Andreas Felber die künstlerische Leitung. Seit 2001 ist sie Leiterin des Johannes Brahms Chor Hannover, eines gemischten Kammerchors. Bei ihrer Arbeit regt Schröfel renommierte sowie Komponisten der jüngeren Generation an, Werke für gleichstimmige Chöre zu komponieren.
Mit dem Mädchenchor Hannover gewann sie diverse Preise und Auszeichnungen bei nationalen und internationalen Chorwettbewerben, wie z. B. den Deutschen Chorwettbewerb, den EBU-Wettbewerb “Let the Peoples Sing”, den Internationalen Kammerchorwettbewerb Marktoberdorf und den Johannes-Brahms-Wettbewerb Hamburg. Unter ihrer Leitung wurde der Johannes Brahms Chor Hannover Preisträger des Deutschen Chorwettbewerbs. 2010 wurde beiden Chören mit sechs weiteren hannoverschen Chören der ECHO Klassik verliehen.

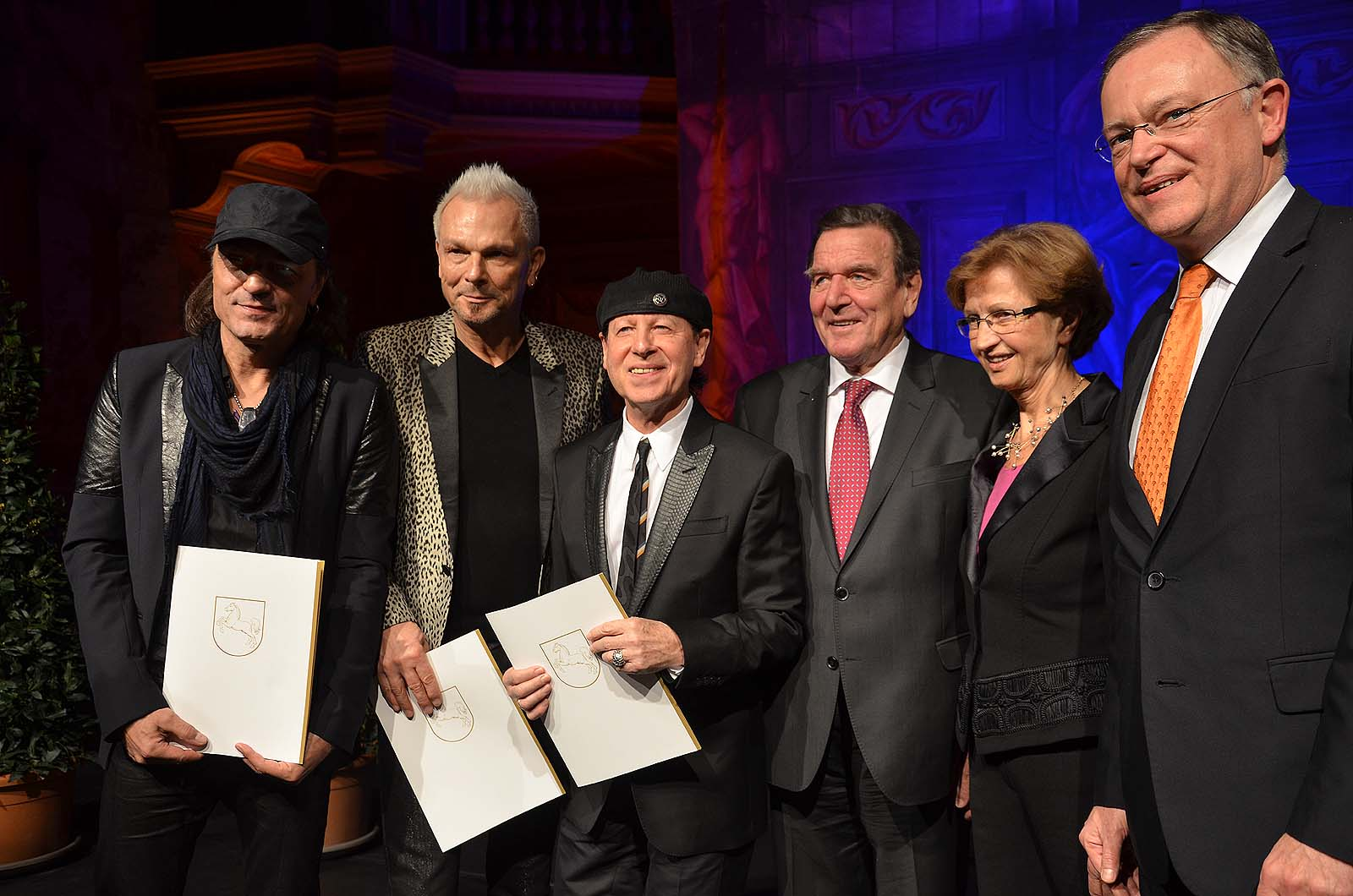
Verleihung des Niedersächsischen Staatspreises 2014

1989 wurde ihr der Niedersächsische Musikpreis verliehen und im Jahr 2004 wurde sie mit dem Verdienstkreuz 1. Klasse des Niedersächsischen Verdienstordens ausgezeichnet. Schröfel, deren Arbeit auf mehr als 20 Aufnahmen zu hören ist, erhielt 2014 den Niedersächsischen Staatspreis. 2018 wurde sie mit der Niedersächsischen Landesmedaille ausgezeichnet.